# Seznam dílů seriálu Volejte Saulovi
Toto je seznam dílů amerického dramatického seriálu Volejte Saulovi. Seriál v českém znění vysílala stanice AXN. České názvy pocházejí z Netflixu, kde je seriál uveřejněn s českými titulky.

## Přehled řad
| Řada | Díly | Premiéra v USA | Premiéra v USA  | Premiéra v ČR     | Premiéra v ČR      |
| Řada | Díly | První díl      | Poslední díl    | První díl         | Poslední díl       |
| ---- | ---- | -------------- | --------------- | ----------------- | ------------------ |
| 1    | 10   | 8. února 2015  | 6. dubna 2015   | 26. února 2015    | 30. dubna 2015     |
| 2    | 10   | 15. února 2016 | 18. dubna 2016  | 21. července 2016 | 29. září 2016      |
| 3    | 10   | 10. dubna 2017 | 19. června 2017 | 13. dubna 2017    | 23. června 2017    |
| 4    | 10   | 6. srpna 2018  | 8. října 2018   | 27. září 2018     | 29. listopadu 2018 |
| 5    | 10   | 23. února 2020 | 20. dubna 2020  | 4. června 2020    | 6. srpna 2020      |
| 6    | 13   | 18. dubna 2022 | 15. srpna 2022  | 8. září 2022      | 1. prosince 2022   |

## Seznam dílů

### První řada (2015)
| Č. v seriálu | Č. v řadě | Původní název       | Český název   | Režie             | Scénář                       | Premiéra v USA  | Premiéra v ČR   |
| ------------ | --------- | ------------------- | ------------- | ----------------- | ---------------------------- | --------------- | --------------- |
| 1            | 1         | Uno                 | Uno           | Vince Gilligan    | Vince Gilligan a Peter Gould | 8. února 2015   | 26. února 2015  |
| 2            | 2         | Mijo                | Mijo          | Michelle MacLaren | Peter Gould                  | 9. února 2015   | 5. března 2015  |
| 3            | 3         | Nacho               | Nacho         | Terry McDonough   | Thomas Schnauz               | 16. února 2015  | 12. března 2015 |
| 4            | 4         | Hero                | Hrdina        | Colin Bucksey     | Gennifer Hutchison           | 23. února 2015  | 19. března 2015 |
| 5            | 5         | Alpine Shepherd Boy | Pasáček z hor | Nicole Kassell    | Bradley Paul                 | 2. března 2015  | 26. března 2015 |
| 6            | 6         | Five-O              | 5–0           | Adam Bernstein    | Gordon Smith                 | 9. března 2015  | 2. dubna 2015   |
| 7            | 7         | Bingo               | Bingo         | Larysa Kondracki  | Gennifer Hutchison           | 16. března 2015 | 9. dubna 2015   |
| 8            | 8         | RICO                | Rico          | Colin Bucksey     | Gordon Smith                 | 23. března 2015 | 16. dubna 2015  |
| 9            | 9         | Pimento             | Pimento       | Thomas Schnauz    | Thomas Schnauz               | 30. března 2015 | 23. dubna 2015  |
| 10           | 10        | Marco               | Marco         | Peter Gould       | Peter Gould                  | 6. dubna 2015   | 30. dubna 2015  |

### Druhá řada (2016)
| Č. v seriálu | Č. v řadě | Původní název | Český název   | Režie            | Scénář                          | Premiéra v USA  | Premiéra v ČR     |
| ------------ | --------- | ------------- | ------------- | ---------------- | ------------------------------- | --------------- | ----------------- |
| 11           | 1         | Switch        | Změna         | Thomas Schnauz   | Thomas Schnauz                  | 15. února 2016  | 21. července 2016 |
| 12           | 2         | Cobbler       | Příštipkář    | Terry McDonough  | Gennifer Hutchison              | 22. února 2016  | 4. srpna 2016     |
| 13           | 3         | Amarillo      | Amarillo      | Scott Winant     | Jonathan Glatzer                | 29. února 2016  | 11. srpna 2016    |
| 14           | 4         | Gloves Off    | Bez rukaviček | Adam Bernstein   | Gordon Smith                    | 7. března 2016  | 18. srpna 2016    |
| 15           | 5         | Rebecca       | Rebecca       | John Shiban      | Ann Cherkis                     | 14. března 2016 | 25. srpna 2016    |
| 16           | 6         | Bali Ha'i     | Bali Hai      | Michael Slovis   | Gennifer Hutchison              | 21. března 2016 | 1. září 2016      |
| 17           | 7         | Inflatable    | Nafukovačka   | Colin Bucksey    | Gordon Smith                    | 28. března 2016 | 8. září 2016      |
| 18           | 8         | Fifi          | Fifi          | Larysa Kondracki | Thomas Schnauz                  | 4. dubna 2016   | 15. září 2016     |
| 19           | 9         | Nailed        | Na komoru     | Peter Gould      | Peter Gould                     | 11. dubna 2016  | 22. září 2016     |
| 20           | 10        | Klick         | Klik          | Vince Gilligan   | Heather Marion a Vince Gilligan | 18. dubna 2016  | 29. září 2016     |

### Třetí řada (2017)
| Č. v seriálu | Č. v řadě | Původní název | Český název     | Režie           | Scénář                       | Premiéra v USA  | Premiéra v ČR   |
| ------------ | --------- | ------------- | --------------- | --------------- | ---------------------------- | --------------- | --------------- |
| 21           | 1         | Mabel         | Mabel           | Vince Gilligan  | Vince Gilligan a Peter Gould | 10. dubna 2017  | 13. dubna 2017  |
| 22           | 2         | Witness       | Svědek          | Vince Gilligan  | Thomas Schnauz               | 17. dubna 2017  | 20. dubna 2017  |
| 23           | 3         | Sunk Costs    | Utopené náklady | John Shiban     | Gennifer Hutchison           | 24. dubna 2017  | 27. dubna 2017  |
| 24           | 4         | Sabrosito     | Sabrosito       | Thomas Schnauz  | Jonathan Glatzer             | 1. května 2017  | 4. května 2017  |
| 25           | 5         | Chicanery     | Podfuky         | Daniel Sackheim | Gordon Smith                 | 8. května 2017  | 11. května 2017 |
| 26           | 6         | Off Brand     | Off             | Keith Gordon    | Ann Cherkis                  | 15. května 2017 | 18. května 2017 |
| 27           | 7         | Expenses      | Výdaje          | Thomas Schnauz  | Thomas Schnauz               | 22. května 2017 | 25. května 2017 |
| 28           | 8         | Slip          | Uklouznutí      | Adam Bernstein  | Heather Marion               | 5. června 2017  | 8. června 2017  |
| 29           | 9         | Fall          | Pád             | Minkie Spiro    | Gordon Smith                 | 12. června 2017 | 15. června 2017 |
| 30           | 10        | Lantern       | Lucerna         | Peter Gould     | Gennifer Hutchison           | 19. června 2017 | 22. června 2017 |

### Čtvrtá řada (2018)
| Č. v seriálu | Č. v řadě | Původní název       | Český název   | Režie             | Scénář                       | Premiéra v USA | Premiéra v ČR      |
| ------------ | --------- | ------------------- | ------------- | ----------------- | ---------------------------- | -------------- | ------------------ |
| 31           | 1         | Smoke               | Kouř          | Minkie Spiro      | Peter Gould                  | 6. srpna 2018  | 27. září 2018      |
| 32           | 2         | Breathe             | Dýchej        | Michelle MacLaren | Thomas Schnauz               | 13. srpna 2018 | 4. října 2018      |
| 33           | 3         | Something Beautiful | Něco krásného | Daniel Sackheim   | Gordon Smith                 | 20. srpna 2018 | 11. října 2018     |
| 34           | 4         | Talk                | Rozmluva      | John Shiban       | Heather Marion               | 27. srpna 2018 | 18. října 2018     |
| 35           | 5         | Quite a Ride        | Docela jízda  | Michael Morris    | Ann Cherkis                  | 3. září 2018   | 25. října 2018     |
| 36           | 6         | Piñata              | Piñata        | Andrew Stanton    | Gennifer Hutchison           | 10. září 2018  | 1. listopadu 2018  |
| 37           | 7         | Something Stupid    | Blbost        | Deborah Chow      | Alison Tatlock               | 17. září 2018  | 8. listopadu 2018  |
| 38           | 8         | Coushatta           | Coushatta     | Jim McKay         | Gordon Smith                 | 24. září 2018  | 15. listopadu 2018 |
| 39           | 9         | Wiedersehen         | Wiedersehen   | Vince Gilligan    | Gennifer Hutchison           | 1. října 2018  | 22. listopadu 2018 |
| 40           | 10        | Winner              | Vítěz         | Adam Bernstein    | Peter Gould a Thomas Schnauz | 8. října 2018  | 29. listopadu 2018 |

### Pátá řada (2020)
| Č. v seriálu | Č. v řadě | Původní název          | Český název         | Režie             | Scénář                     | Premiéra v USA  | Premiéra v ČR     |
| ------------ | --------- | ---------------------- | ------------------- | ----------------- | -------------------------- | --------------- | ----------------- |
| 41           | 1         | Magic Man              | Mág                 | Bronwen Hughes    | Peter Gould                | 23. února 2020  | 4. června 2020    |
| 42           | 2         | 50% Off                | O 50 % míň          | Norberto Barba    | Alison Tatlock             | 24. února 2020  | 11. června 2020   |
| 43           | 3         | The Guy for This       | Ten správnej člověk | Michael Morris    | Ann Cherkis                | 2. března 2020  | 18. června 2020   |
| 44           | 4         | Namaste                | Namasté             | Gordon Smith      | Gordon Smith               | 9. března 2020  | 25. června 2020   |
| 45           | 5         | Dedicado a Max         | S plným nasazením   | Jim McKay         | Heather Marion             | 16. března 2020 | 2. července 2020  |
| 46           | 6         | Wexler v. Goodman      | Wexler v. Goodman   | Michael Morris    | Thomas Schnauz             | 23. března 2020 | 9. července 2020  |
| 47           | 7         | JMM                    | JMM                 | Melissa Bernstein | Alison Tatlock             | 30. března 2020 | 16. července 2020 |
| 48           | 8         | Bagman                 | Pochůzka            | Vince Gilligan    | Gordon Smith               | 6. dubna 2020   | 23. července 2020 |
| 49           | 9         | Bad Choice Road        | Špatná rozhodnutí   | Thomas Schnauz    | Thomas Schnauz             | 13. dubna 2020  | 30. července 2020 |
| 50           | 10        | Something Unforgivable | Neodpustitelné      | Peter Gould       | Peter Gould a Ariel Levine | 20. dubna 2020  | 6. srpna 2020     |

### Šestá řada (2022)
| Č. v seriálu | Č. v řadě | Původní název       | Český název               | Režie              | Scénář                        | Premiéra v USA    | Premiéra v ČR      |
| ------------ | --------- | ------------------- | ------------------------- | ------------------ | ----------------------------- | ----------------- | ------------------ |
| 51           | 1         | Wine and Roses      | Víno a růže               | Michael Morris     | Peter Gould                   | 18. dubna 2022    | 8. září 2022       |
| 52           | 2         | Carrot and Stick    | Cukr a bič                | Vince Gilligan     | Thomas Schnauz a Ariel Levine | 18. dubna 2022    | 15. září 2022      |
| 53           | 3         | Rock and Hard Place | Není na výběr             | Gordon Smith       | Gordon Smith                  | 25. dubna 2022    | 22. září 2022      |
| 54           | 4         | Hit and Run         | Náraz                     | Rhea Seehorn       | Ann Cherkis                   | 2. května 2022    | 29. září 2022      |
| 55           | 5         | Black and Blue      | Samá modřina              | Melissa Bernstein  | Alison Tatlock                | 9. května 2022    | 6. října 2022      |
| 56           | 6         | Axe and Grind       | Sobectví                  | Giancarlo Esposito | Ariel Levine                  | 16. května 2022   | 13. října 2022     |
| 57           | 7         | Plan and Execution  | Podle plánu               | Thomas Schnauz     | Thomas Schnauz                | 23. května 2022   | 20. října 2022     |
| 58           | 8         | Point and Shoot     | Namířit a stisknout       | Vince Gilligan     | Gordon Smith                  | 11. července 2022 | 27. října 2022     |
| 59           | 9         | Fun and Games       | Zábava a hry              | Michael Morris     | Ann Cherkis                   | 18. července 2022 | 3. listopadu 2022  |
| 60           | 10        | Nippy               | Nippy                     | Michelle MacLaren  | Alison Tatlock                | 25. července 2022 | 10. listopadu 2022 |
| 61           | 11        | Breaking Bad        | Perníkový táta            | Thomas Schnauz     | Thomas Schnauz                | 1. srpna 2022     | 17. listopadu 2022 |
| 62           | 12        | Waterworks          | Slzavé údolí              | Vince Gilligan     | Vince Gilligan                | 8. srpna 2022     | 24. listopadu 2022 |
| 63           | 13        | Saul Gone           | Všechno je to pryč, Saule | Peter Gould        | Peter Gould                   | 15. srpna 2022    | 1. prosince 2022   |